# Metachroma californicum
Metachroma californicum är en skalbaggsart som beskrevs av George Robert Crotch 1873. Metachroma californicum ingår i släktet Metachroma och familjen bladbaggar.

## Underarter
Arten delas in i följande underarter:
- M. c. californicum
- M. c. anatolicum